# Власенко Любов Наумівна
Любов Наумівна Власенко (Горпинич) (нар. 1939, тепер Житомирська область — ?) — українська радянська діячка, новатор виробництва, робітниця Олевського фарфорового заводу Житомирської області. Депутат Верховної Ради УРСР 7—8-го скликань.

## Біографія
З 1960-х років — робітниця-формувальниця Олевського порцелянового заводу Житомирської області. Ударниця комуністичної праці.
Заочно закінчила Миргородський керамічний технікум Полтавської області, здобула спеціальність техніка-технолога.

## Нагороди
- орден Трудового Червоного Прапора
- ордени
- медалі